# Abborrtjärnen (Söderbärke socken, Dalarna, 665097-148482)
Abborrtjärnen är en sjö i Smedjebackens kommun i Dalarna och ingår i Norrströms huvudavrinningsområde. Sjön har en area på 0,0919 kvadratkilometer och ligger 217,2 meter över havet.

## Delavrinningsområde
Abborrtjärnen ingår i det delavrinningsområde (665189-148723) som SMHI kallar för Mynnar i Södra Barken. Medelhöjden är 209 meter över havet och ytan är 36,5 kvadratkilometer. Det finns inga avrinningsområden uppströms utan avrinningsområdet är högsta punkten. Vattendraget som avvattnar avrinningsområdet har biflödesordning 4, vilket innebär att vattnet flödar genom totalt 4 vattendrag innan det når havet efter 221 kilometer. Avrinningsområdet består mestadels av skog (86 procent). Avrinningsområdet har 2,45 kvadratkilometer vattenytor vilket ger det en sjöprocent på 6,7 procent.